# Soldadura manual de metal por arco

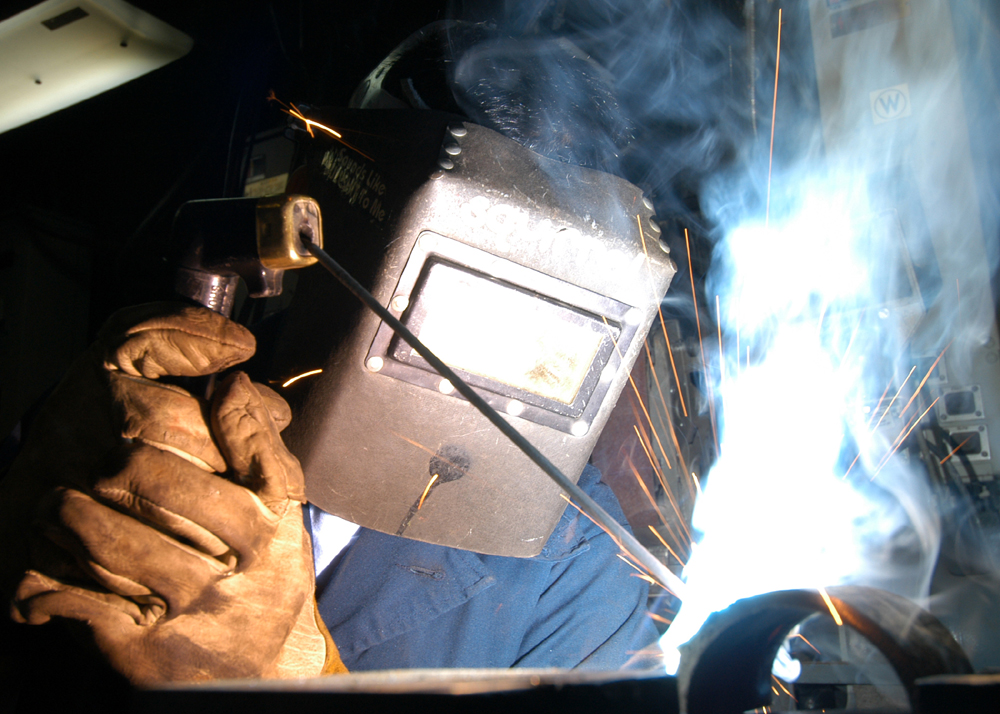
Soldadura de metal por arco

La soldadura manual por arco eléctrico con electrodos revestido es la forma más común de soldadura. Se suele utilizar la denominación abreviada SMAW (del inglés Shielded metal arc welding) o MMA (manual metal arc welding).
Mediante una corriente eléctrica (ya sea corriente alterna o corriente continua) se forma un arco eléctrico entre el metal a soldar y el electrodo utilizado, produciendo la fusión de este y su depósito sobre la unión soldada. Los electrodos suelen ser de acero suave, y están recubiertos con un material fundente que crea una atmósfera protectora que evita la oxidación del metal fundido y favorece la operación de soldeo. El electrodo recubierto utilizado en la soldadura por arco fue inventado por Oscar Kjellberg.
La polaridad de la corriente eléctrica afecta la transferencia de calor a las piezas unidas. Normalmente el polo negativo (-) se conecta al electrodo (soldamos con polaridad directa), y para soldar materiales muy delgados se puede conectar el polo positivo (+) al electrodo (soldamos con polaridad inversa).
La posición más favorable para la soldadura es el plano (PA) pero se pueden realizar en cualquier posición.
La intensidad y la tensión adecuada para la operación de soldeo se obtienen mediante un transformador. Por medio de diferentes sistemas aplicados al secundario se pueden obtener diversas tensiones, adecuando la potencia del arco al tamaño de las piezas a soldar. Este equipo existe en versiones muy sencillas que permiten realizar pequeños trabajos de bricolaje.

Fuente:técnica 7

## Equipo

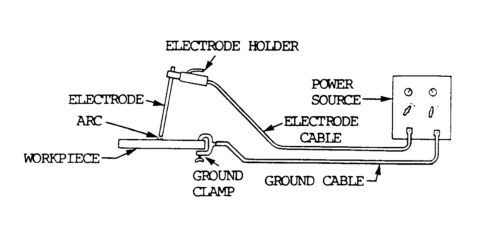
Esquema de un equipo SMAW

El equipo de soldadura manual por arco eléctrico con electrodo revestido consiste típicamente de una fuente de corriente constante y un electrodo, con un portaelectrodos, una pinza de 'masa' y los cables de conexión que conectan estos con la fuente de corriente.

## Normas de seguridad
Al realizar este tipo de trabajos hay que tener en cuenta que las radiaciones que se generan en el arco eléctrico (luminosas, ultravioletas e infrarrojas) puede producir daños irreversibles en la retina si se fija la vista directamente sobre el punto de soldadura, además de quemaduras en la piel.
Para la protección ocular existen pantallas con cristales especiales, denominados cristales inactínicos, que presentan diferentes niveles de retención de las radiaciones nocivas en función de la intensidad utilizada, siendo de este modo totalmente segura la actividad. Se clasifican por tonos, siendo los más utilizados los de tono 11 o 12 (120 A), se tintan de tono verde o azul y están clasificados según diferentes normas. Existen caretas automáticas en las que al empezar a soldar automáticamente se activa la protección y cuando se deja se soldar se quita la protección ocular.